# 短期議会
短期議会（たんきぎかい、Short Parliament）は、1640年4月13日にイングランド王チャールズ1世が召集した議会。5月5日までのわずか3週間で解散された。名称は同年11月3日に召集された長期議会との対比から呼ばれた。

## 概要
1629年、チャールズ1世は国王大権を盾に権利の請願を事実上廃止し、抗議する議会を解散した。以後11年間、チャールズ1世は親政を行うこととなるが、議会の承認を得ない数々の課税とカンタベリー大主教ウィリアム・ロードとストラフォード伯爵トマス・ウェントワースを重用して行った弾圧政策は国民の不満を煽り、イングランドだけでなく同君連合のスコットランドとアイルランドにも悪影響を及ぼした。
1639年、チャールズ1世がロードの勧めでイングランド国教会の形式にもとづく祈祷書をスコットランドに強制したことで、スコットランドは国民盟約を結成して反乱を起こす（第1次主教戦争）。これを鎮圧するため国王側は軍を集め、スコットランド盟約軍と対峙したが、分が悪いと見た国王軍は和平を申し入れ、戦うことなく戦争は終結した（ベリック条約）。しかし、その後も宗教問題に端を発する対立は解消されず、チャールズ1世は実力行使を検討する。この時の戦費と合わせて、既に財政は限界に達しており、新たな戦費が欲しいチャールズ1世はストラフォード伯の進言を受け入れて11年間続いた親政を止め、1640年4月13日に議会を召集した。これを短期議会と呼ぶ。
しかし、チャールズ1世の専制政治を停止させようとする議会側と、戦費のための補助金が欲しい国王側の対立は深刻なものとなっていた。議会では庶民院の有力議員ジョン・ピムが各地から寄せられた専制の苦情を元にして2時間にもわたる演説を行い（「苦情のカタログ」と呼ばれる）、同調した庶民院は専制を改めない限り補助金を出さない姿勢を示した。チャールズ1世は貴族院を抱き込んで庶民院を懐柔しようとしたがかえって庶民院の態度は硬化、祈祷書を強制された側であるスコットランドへの議会の同情もあり国王との会議は決裂、4月29日にロードの強引な宗教政策も議会が攻撃するに及んで、チャールズ1世は5月5日に議会を解散、会期はわずか3週間だった。国王寄りの庶民院議員エドワード・ハイドは解散で体制支持の穏健派を敵に回すことを危惧し、ロードにチャールズ1世へ解散の撤回を助言することを求めたが却下され、5月11日には解散に怒った民衆が暴徒と化し、解散の首謀者とされたロードの邸宅（ランベス宮殿）を襲う事件が起きた。
その後、戦費を得られなかったチャールズ1世はアイルランド議会の協力を得て軍を集めることとなったが、寡兵に過ぎなかった。また、その動きを察知した盟約軍はすぐに動いて両軍は激突し、盟約軍が圧勝した（8月28日、第2次主教戦争、ニューバーンの戦い）。そしてリポン条約でチャールズ1世に課せられたこの戦争の賠償金のために、11月3日に再び議会が召集されることとなる（1653年まで続いたので、これを長期議会と呼ぶ）。